# Araria (Distrikt)
Der Distrikt Araria (Hindi अररिया जिला, Urdu ارریہ ضلع) ist ein Distrikt im indischen Bundesstaat Bihar. Der Distrikt ist Teil der historischen Region Mithila.
Die Fläche beträgt 2830 km². Sitz der Verwaltung ist die Stadt Araria.

## Geschichte
Das Gebiet des Distrikts kam 1770 unter die Herrschaft der Britischen Ostindien-Kompanie. Nach der Unabhängigkeit Indiens 1947 kam es zum Bundesstaat Bihar. Araria wurde am 10. Januar 1990 zu einem Distrikt, als es vom Distrikt Purnia getrennt wurde.

## Bevölkerung
Die Einwohnerzahl lag bei der Volkszählung 2011 bei 2.811.569. Die Bevölkerungswachstumsrate im Zeitraum von 2001 bis 2011 betrug 30,25 % und war damit sehr hoch. Araria hatte ein Geschlechterverhältnis von 922 Frauen pro 1000 Männer und damit den in Indien häufigen Männerüberschuss. Der Distrikt hatte eine Alphabetisierungsrate von 53,53 % im Jahr 2011, eine Steigerung um knapp 18 Prozentpunkte gegenüber dem Jahr 2001. Die Alphabetisierung lag damit allerdings weiterhin deutlich unter dem nationalen Durchschnitt. 57 % der Bevölkerung waren Hindus und 43 % Muslime.
Lediglich 6 % der Bevölkerung lebten 2011 in Städten.

## Wirtschaft
Nach der Agrarstatistik 2008/2009 wurde auf 95.990 ha Reis und auf 7.500 ha Mais angebaut (beides Kharif), sowie auf 51.200 ha Weizen (Rabi). Insbesondere während der Wintersaison spielt der Bewässerungsfeldbau eine große Rolle.